# Landwehr (Peine)
Landwehr è una frazione (Stadtteil) della città di Peine, nel land della Bassa Sassonia, in Germania.

## Storia
Già comune autonomo nel circondario di Burgdorf, fu soppresso e incorporato a Peine il 1º marzo 1974.